# Drużynowe mistrzostwa Polski w boksie 1987/1988
Drużynowe Mistrzostwa Polski w Boksie Mężczyzn 1987–1988 były rozgrywane w sposób precedensowy przez dwa lata, tj. od 1987 do 1988. 
W decydującym meczu w ostatniej kolejce Igloopol Dębica pokonał GKS Jastrzębie 18:2, zapewniając sobie pierwszy tytuł mistrzowski w 10-letniej historii sekcji pięściarskiej klubu. Mecz w dębickim Domu Sportu oglądało ponad 4 tys. widzów.

## Tabela I ligi
| Lp. | Zespół           | M  | Pkt | Walki   |
| --- | ---------------- | -- | --- | ------- |
| 1   | Igloopol Dębica  | 14 | 17  | 178–102 |
| 2   | Legia Warszawa   | 14 | 17  | 147–133 |
| 3   | Czarni Słupsk    | 14 | 16  | 162–118 |
| 4   | Gwardia Warszawa | 14 | 16  | 151–129 |
| 5   | GKS Jastrzębie   | 14 | 16  | 146–134 |
| 6   | Górnik Sosnowiec | 14 | 15  | 138–142 |
| 7   | Broń Radom       | 14 | 13  | 120–160 |
| 8   | Olimpia Poznań   | 14 | 2   | 78–202  |